# Austro Tower
La Austro Tower es un edificio de oficinas de gran altura situado en el distrito Landstraße de Viena, Austria. Construida entre 2018 y 2021, la torre tiene una altura de 136,6 metros, con 36 plantas, y es, a fecha de 2024, el sexto edificio más alto de Austria.
El edificio fue construido por la inmobiliaria Soravia y, como contratista general, la constructora de Alta Austria Swietelsky. Los costes de construcción ascendieron a unos 120 millones de euros. En mayo de 2020, la torre fue vendida a la empresa alemana Deka Immobilien Investment GmbH.
El edificio cuenta con el estándar más alto tanto en el sistema internacional LEED como en la certificación austriaca ÖGNI. Su calefacción y refrigeración proceden del Canal del Danubio. Su planta baja alberga un centro de conferencias y un restaurante.

## Galería

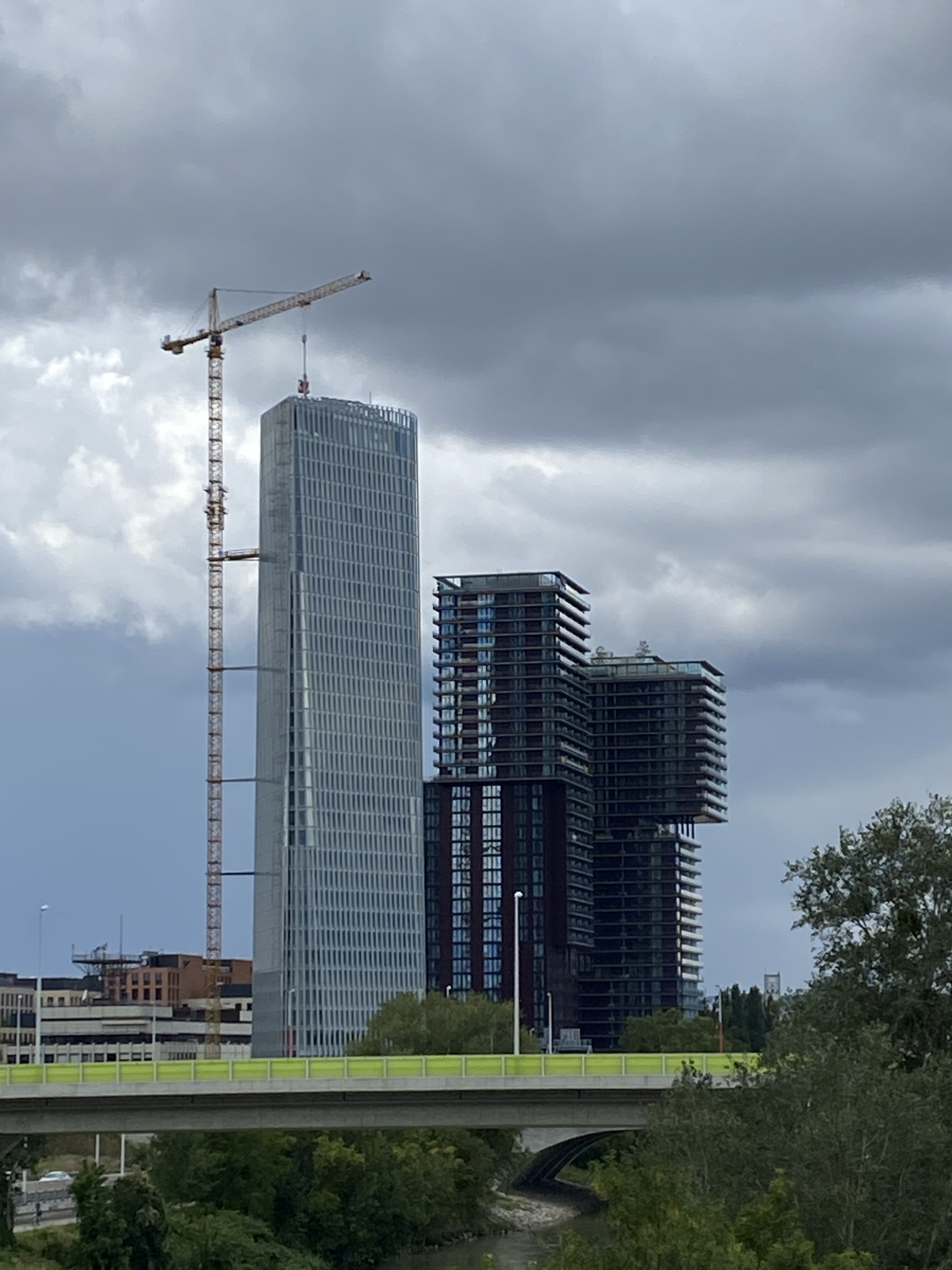
Estado de la construcción de la Torre Austro en agosto de 2021.
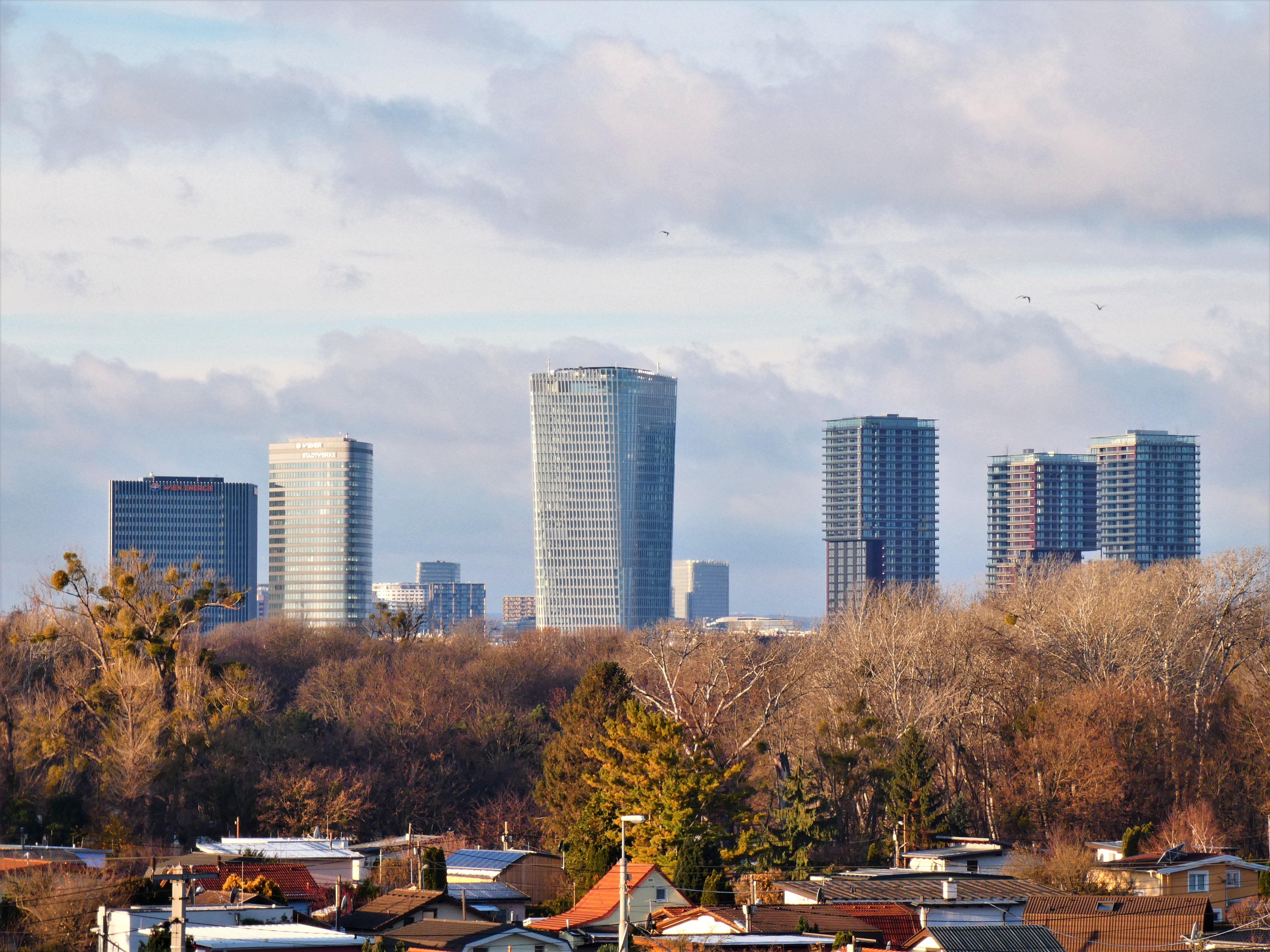
Erdberg visto desde la estación de Wien Praterkai.